# 蔡義

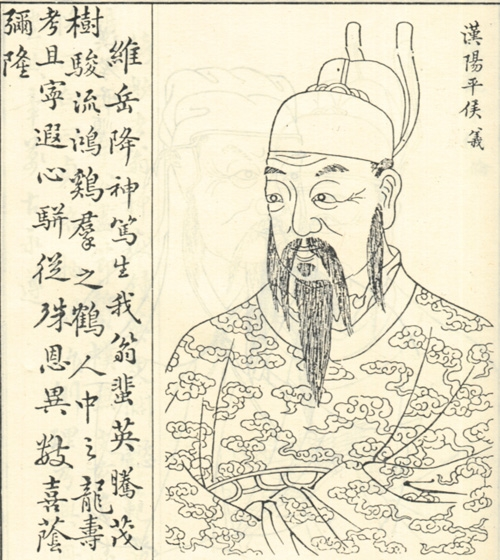
蔡義

蔡 義（さい ぎ、? - 紀元前71年）は、前漢の人。河内郡温県の人。蔡誼とも書かれる。

## 略歴
『詩経』（韓詩）を同じ郡の趙子から学んだ。経書に明るいことで大将軍の幕府に取り立てられた。家が貧しく、徒歩で移動していたことから、周りの者が彼のために牛車を買ってやった。
数カ年後、覆盎城門候に遷った。
その後、韓詩に詳しい者を求める詔が出された際に召し出されたが、長いこと謁見できなかった。そこで謁見を求める上奏をし、昭帝が彼に謁見した。そこで『詩経』について語って喜ばれ、光禄大夫・給事中に抜擢されて昭帝に『詩経』を教えた。
元鳳3年（紀元前78年）、少府になった。元鳳6年（紀元前75年）、楊敞の後任の御史大夫となった。
元平元年（紀元前74年）、宣帝即位後に丞相楊敞が死亡すると、その後任の丞相となり、陽平侯に封じられた。
丞相となった頃、蔡義は80歳以上であり、背が低く髭や眉毛も無く、老婆のような姿であり、歩くのもままならず常に役人が両脇を支えてやっと歩くことができるような状態だった。当時は大将軍霍光が権力を握っていたため、霍光が賢明さで宰相を選ばず、制御しやすい者を選んだのだと言う者がいた。霍光はそれを聞くと侍中などの皇帝の側近や自分の属官に、「皇帝の師匠なら宰相になってしかるべきだ。「制御しやすい者を選んだ」などとは、人々の耳に入れてはならない言葉だ」と言った。
本始3年（紀元前71年）に死亡し、節侯と諡された。子がなかったため国は断絶した。
蔡義は王吉や同郡の食子公に『詩経』を伝えた。